# 尼尔斯·加德
尼尔斯·威尔海姆·加德（丹麥語：Niels Wilhelm Gade，1817年2月22日—1890年12月21日），丹麦作曲家，指挥家，小提琴家，管风琴家。早年在哥本哈根担任小提琴手，1840年写出成名作序曲《奥西安的回声》。1843年门德尔松指挥其第一交响曲在莱比锡首演，后到莱比锡音乐学院任教。1848年返哥本哈根，创建哥本哈根音乐学院。
其岳父即同為丹麥作曲家的约翰·彼得·埃米琉斯·哈特曼。
加德的音乐创作主要遵循德奥传统，尤其受门德尔松和舒曼的影响，音乐旋律优美，结构精致。其创作和社会活动对北欧民族乐派的发展影响很大。

## 外部連結
- 尼尔斯·加德的免费乐谱，由国际乐谱典藏计划提供